# Leucochrysa (Nodita) lancala
Leucochrysa (Nodita) lancala is een insect uit de familie van de gaasvliegen (Chrysopidae), die tot de orde netvleugeligen (Neuroptera) behoort. 
Leucochrysa (Nodita) lancala is voor het eerst wetenschappelijk beschreven door Banks in 1944.